# Protestas No Kings
Las protestas No Kings (en español: «sin reyes») son una serie de manifestaciones en diferentes estados de los Estados Unidos, iniciadas el 14 de junio de 2025 y convocadas por opositores a la segunda administración del presidente Donald Trump. Los manifestantes aluden un cierto nivel autoritarismo por parte del poder ejecutivo estadounidense. Esta convocatoria forma parte de una serie de protestas contra el presidente estadounidense y su segunda gestión.

## Antecedentes

### Inicio

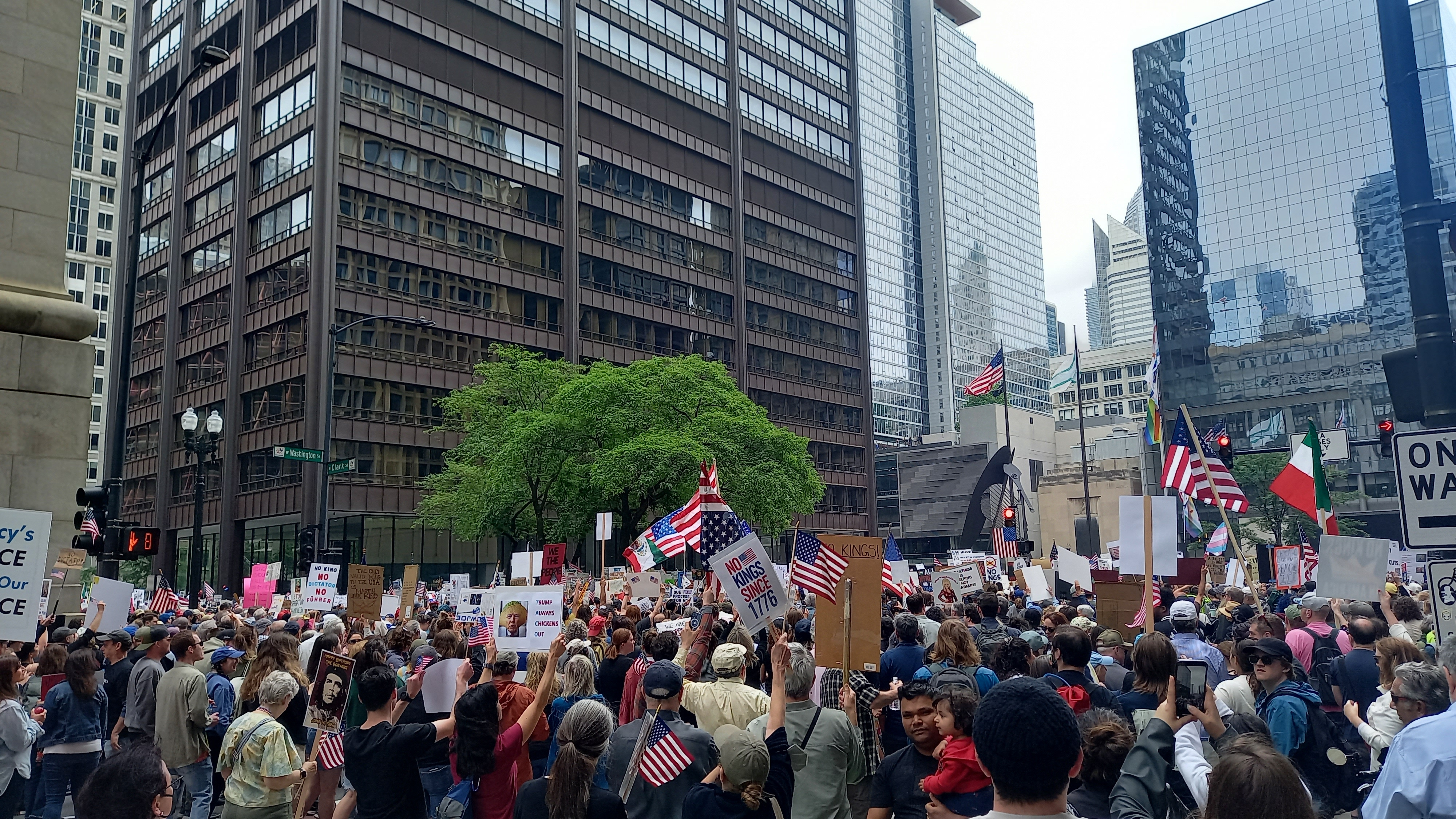
Protesta No Kings en Chicago, Illinois

Las primeras manifestaciones que mencionaban los gritos No Kings, se suscitaron luego de que miles de manifestantes, en su mayoría afilados a su vez al movimiento 50501, una organización política opositora a Trump, convocó a una protesta pacífica para el sábado 14 de junio de 2025, día en que se celebró el aniversario del Ejército de los Estados Unidos y los 250 años de las Fuerzas Armadas de los Estados Unidos, con un desfile militar en Washington D. C., y que, coincidentemente, también fue el cumpleaños número 79 del Presidente Trump. Pese a no ser una tradición este tipo de desfiles públicos para el aniversario de las instituciones castrenses estadounidenses, fue una idea que Trump fue desarrollando desde que fue invitado de honor del presidente francés, Emmanuel Macron, para el desfile militar del Día de la Bastilla, dentro de las conmemoraciones de la Fiesta de la Federación en los Campos Eliseos de París, en julio de 2017.

### Desarrollo
Los manifestantes organizaron mítines en distintas ciudades de todo el país, comenzando a usar conceptos monárquicos en sus consignas, haciendo un llamado a «destronar» a Donald Trump como presidente, al considerar que sus medidas son propias de un monarca con atribuciones del Antiguo Régimen, más que las de un presidente electo democráticamente.

## Crítica
Los defensores a la presidencia de Trump, aseveran que las razones por las cuales los manifestantes salen a las calles son infundadas, puesto a que Estados Unidos sigue siendo una república con la debida separación de poderes, propio de cualquier democracia moderna, donde tanto el Congreso de los Estados Unidos, como también la Corte Suprema, actúan con total independencia. Asimismo, aseguran que la figura presidencial no ha cambiado, y que el mandatario estadounidense ha actuado en virtud de las atribuciones que le confiere la Constitución Política y las leyes del país al jefe de Estado y de gobierno, dentro del periodo presidencial establecido previamente.
El propio Donald Trump, declaró a la prensa sobre esta situación y que él «no se siente como un rey», añadiendo que «debe pasar por un infierno» —aludiendo al proceso de tramitación legislativa del país—, para que «las cosas [iniciativas de su gestión] sean aprobadas».